# Orientochile elegans
Orientochile elegans là một loài bọ cánh cứng trong họ Tenebrionidae. Loài này được Gerstaecker miêu tả khoa học đầu tiên năm 1854.